# Örn Steinsen
Örn Steinsen est un joueur puis entraîneur islandais de football né le 11 janvier 1940. Il évoluait au poste de milieu de terrain.

## Joueur

### Club
Örn passe l'essentiel de sa carrière dans le plus ancien club d'Islande, le KR Reykjavik. Il côtoie notamment au sein du club Þórólfur Beck, Ellert B. Schram et les frères Hörður, Bjarni et Gunnar Felixson.

### Sélection
Steinsen compte huit sélections avec l'Islande. Il inscrit son seul but international lors d'un match face à la Norvège comptant pour le tournoi qualificatif aux Jeux olympiques de Rome, en 1960.

## Entraîneur
En 1970, il est l'éphémère sélectionneur de l'Islande - 19 ans, lorsque celle-ci participe à la première campagne de qualification à l'Euro - 19 ans (alors appelé Tournoi Junior de la FIFA).
Trois ans plus tard, il prend en main la sélection nationale le temps d'un match remporté 4-0 face aux Îles Féroé.
Il dirige également les joueurs de Fram et du KR.

## Palmarès
- KR Reykjavik
  - Champion d'Islande: 1959, 1961 et 1963
  - Vainqueur de la Coupe d'Islande: 1960, 1961, 1962, 1963, 1964